# Yo soy (programa de televisión de Chile)
Yo soy fue un programa de televisión chileno de imitaciones, emitido por Chilevisión desde el 12 de mayo de 2019. Este programa estaba basado en el formato My name is..., que tiene sus propias versiones en otros países.
La primera temporada comenzó el 23 de febrero de 2011 en la cadena Mega, donde se han realizado tres temporadas.
Constaba de tres jurados encargados de seleccionar a las personas más parecidas a los famosos que ellos mismos seleccionaron, de los que saldrá el ganador elegido por el público. Su presentador en Mega fue el cantante Luis Jara y en Chilevisión fue Millaray Viera en la primera temporada. En la segunda temporada del programa en Chilevisión en 2020, se unió a esta última el periodista y presentador de televisión Jean Philippe Cretton. Durante la quinta temporada del programa, Millaray Viera renunció a Chilevisión en noviembre de 2022. En su reemplazo se unió a la conducción del programa, la periodista y presentadora de televisión Emilia Daiber.

## Equipo
| Edición                   | 1             | 2             | 3             | 4             | 5             | 6             | All Stars     | 8             |               |               |               |               |               |               |               |               |               |               |               |               |
| Año                       | 2011          | 2011          | 2012          | 2019          | 2020          | 2021          | 2021          | 2022-2023     |               |               |               |               |               |               |               |               |               |               |               |               |
| Presentadores             | Presentadores | Presentadores | Presentadores | Presentadores | Presentadores | Presentadores | Presentadores | Presentadores | Presentadores | Presentadores | Presentadores | Presentadores | Presentadores | Presentadores | Presentadores | Presentadores | Presentadores | Presentadores | Presentadores | Presentadores |
| ------------------------- | ------------- | ------------- | ------------- | ------------- | ------------- | ------------- | ------------- | ------------- | ------------- | ------------- | ------------- | ------------- | ------------- | ------------- | ------------- | ------------- | ------------- | ------------- | ------------- | ------------- |
| Luis Jara                 |               |               |               |               |               |               |               |               |               |               |               |               |               |               |               |               |               |               |               |               |
| Millaray Viera            |               |               |               |               |               |               |               |               |               |               |               |               |               |               |               |               |               |               |               |               |
| Jean Philippe Cretton     |               |               |               |               |               |               |               |               |               |               |               |               |               |               |               |               |               |               |               |               |
| Emilia Daiber             |               |               |               |               |               |               |               |               |               |               |               |               |               |               |               |               |               |               |               |               |
| Jurado                    |               |               |               |               |               |               |               |               |               |               |               |               |               |               |               |               |               |               |               |               |
| Álvaro Salas              |               |               |               |               |               |               |               |               |               |               |               |               |               |               |               |               |               |               |               |               |
| Catalina Pulido           |               |               |               |               |               |               |               |               |               |               |               |               |               |               |               |               |               |               |               |               |
| Patricia Maldonado        |               |               |               |               |               |               |               |               |               |               |               |               |               |               |               |               |               |               |               |               |
| Fernando Godoy            |               |               |               |               |               |               |               |               |               |               |               |               |               |               |               |               |               |               |               |               |
| Jon Secada                |               |               |               |               |               |               |               |               |               |               |               |               |               |               |               |               |               |               |               |               |
| Myriam Hernández          |               |               |               |               |               |               |               |               |               |               |               |               |               |               |               |               |               |               |               |               |
| Cristián Riquelme         |               |               |               |               |               |               |               |               |               |               |               |               |               |               |               |               |               |               |               |               |
| René Naranjo              |               |               |               |               |               |               |               |               |               |               |               |               |               |               |               |               |               |               |               |               |
| Antonio Vodanovic         |               |               |               |               |               |               |               |               |               |               |               |               |               |               |               |               |               |               |               |               |
| Francisca García-Huidobro |               |               |               |               |               |               |               |               |               |               |               |               |               |               |               |               |               |               |               |               |
| Jean Philippe Cretton     |               |               |               |               |               |               |               |               |               |               |               |               |               |               |               |               |               |               |               |               |

     Parte del equipo en la correspondiente temporada.
     Si bien era parte del equipo en la correspondiente temporada, durante el transcurso de ella decidió retirarse.

## Proceso de selección
Audiciones
Se realizan audiciones, en donde los tres jurados deciden si los participantes pasan o no a la siguiente etapa. Luego de esos seleccionados se escogen internamente 40 participantes, que serán llevados a una gala en vivo, de ellos se escogerán 15 donde comenzará la selección final para conocer al ganador.

## Concepto
El programa cuenta con tres jurados encargados de seleccionar a las personas que sean más parecidos a los artistas que ellos mismos seleccionaron, tanto por su voz como por el parecido físico. El jurado es el encargado de seleccionar a los participantes que quedarán para las "galas", en las cuales se disputarán por llegar a la final cuyo primer premio asciende a 25 mil dólares.

## Temporadas
| Temp.     | Duración                 | Duración                | Finalistas                        | Finalistas                       | Finalistas                                  | Presentador(a)                         | Presentador(a)                         | Jueces            | Jueces                    | Jueces                | Canal       | Índice de audiencia |
| Temp.     | Inicio                   | Fin                     | Primer puesto                     | Segundo puesto                   | Tercer puesto                               | Presentador(a)                         | Presentador(a)                         | Jueces            | Jueces                    | Jueces                | Canal       | Índice de audiencia |
| --------- | ------------------------ | ----------------------- | --------------------------------- | -------------------------------- | ------------------------------------------- | -------------------------------------- | -------------------------------------- | ----------------- | ------------------------- | --------------------- | ----------- | ------------------- |
| 1         | 23 de febrero de 2011    | 1 de junio de 2011      | Camila Arismendi Cecilia Pantoja  | Aldo Bustos Juan Gabriel         | Juan Francisco Riquelme Marco Antonio Solis | Luis Jara                              | Luis Jara                              | Catalina Pulido   | Álvaro Salas              | Patricia Maldonado    | Mega        | 15,9                |
| 2         | 6 de julio de 2011       | 26 de octubre de 2011   | Sebastián Hormazabal Nino Bravo   | Paulo Rojas Miguel Bosé          | Danna Sánchez Christina Aguilera            | Luis Jara                              | Luis Jara                              | Catalina Pulido   | Fernando Godoy            | Patricia Maldonado    | Mega        | 13,2                |
| 3         | 11 de octubre de 2012    | 27 de diciembre de 2012 | Mauricio Ramírez Palmenia Pizarro | Hannahel Raphael                 | Arturo Domínguez Michael Bublé              | Luis Jara                              | Luis Jara                              | Catalina Pulido   | Jon Secada                | Patricia Maldonado    | Mega        | 11,4                |
|           |                          |                         |                                   |                                  |                                             |                                        |                                        |                   |                           |                       |             |                     |
| 1         | 12 de mayo de 2019       | 18 de agosto de 2019    | Vicente Monsalves Juan Gabriel    | Cristofer Mera Vicente Fernández | Alejandro Riquelme Gustavo Cerati           | Millaray Viera                         | Millaray Viera                         | René Naranjo      | Myriam Hernández          | Cristián Riquelme     | Chilevisión | 14,4                |
| 1         | 12 de mayo de 2019       | 18 de agosto de 2019    | Categoría Sub-17                  |                                  |                                             | Millaray Viera                         | Millaray Viera                         | René Naranjo      | Myriam Hernández          | Cristián Riquelme     | Chilevisión | 14,4                |
| 1         | 12 de mayo de 2019       | 18 de agosto de 2019    | Javier Rosselot Maluma            | Michelle García Amy Winehouse    | Martina Jofré Mon Laferte                   | Millaray Viera                         | Millaray Viera                         | René Naranjo      | Myriam Hernández          | Cristián Riquelme     | Chilevisión | 14,4                |
| 2         | 1 de marzo de 2020       | 22 de diciembre de 2020 | Cristóbal Osorio Raphael          | Tamara Aguilar Ana Gabriel       | Óscar Flores Daddy Yankee                   | Jean Philippe Cretton & Millaray Viera | Jean Philippe Cretton & Millaray Viera | Antonio Vodanovic | Myriam Hernández          | Cristián Riquelme     | Chilevisión | 16,9                |
| 3         | 3 de enero de 2021       | 28 de junio de 2021     | Nicolás Cid Steve Perry           | Fermín Opazo Marc Anthony        | Sebastián Landa José Feliciano              | Jean Philippe Cretton & Millaray Viera | Jean Philippe Cretton & Millaray Viera | Antonio Vodanovic | Myriam Hernández          | Cristián Riquelme     | Chilevisión | 12,5                |
| All Stars | 4 de julio de 2021       | 25 de octubre de 2021   | Fermín Opazo Marc Anthony         | Tamara Aguilar Ana Gabriel       | Cristóbal Osorio Raphael                    | Jean Philippe Cretton & Millaray Viera | Jean Philippe Cretton & Millaray Viera | Antonio Vodanovic | Myriam Hernández          | Cristián Riquelme     | Chilevisión | 10,6                |
| 5         | 25 de septiembre de 2022 | 16 de marzo de 2023     | Roberth Ordóñez Camilo Sesto      | Rodrigo y Jonathan Jon Bon Jovi  | Lina Ojeda Laura Pausini                    | Emilia Daiber                          | Emilia Daiber                          | Antonio Vodanovic | Francisca García-Huidobro | Jean Philippe Cretton | Chilevisión | 8,1                 |